# Bull

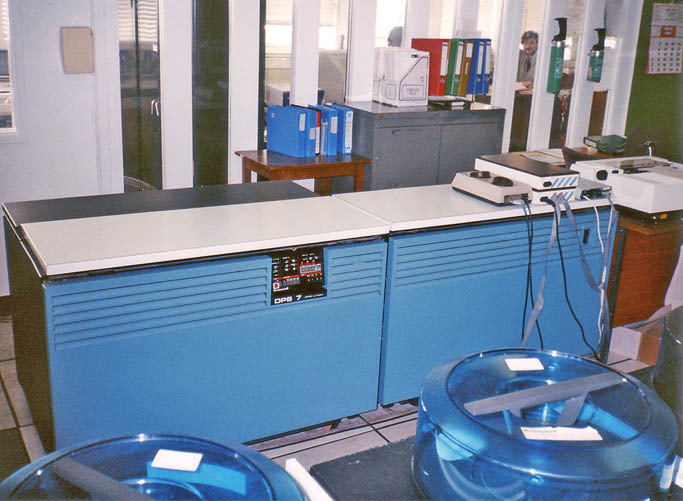
Honeywell-Bull DPS 7 メインフレーム、1990年

Groupe Bull（グループ・ブル）は、かつて存在したフランスのコンピュータ企業である。Bull Computer、単にBullとも呼ばれる。
かつてBull General Electric、Honeywell Bull、CII Honeywell Bull、Bull HNなどと呼ばれたことがある。

## 沿革
Bullは1931年、ノルウェー人技術者 Fredrik Rosing Bullの持つパンチカード関連技術の特許を資本化するために H.W. Egli - Bullとして設立された。
1933年に再編成されてオーナーが交代となり、名称もCompagnie des Machines Bullとなった。
この会社は設立当初から数々の買収や合併を経験してきた。
特に1960～1980年代にかけては、ゼネラル・エレクトリック社、ハネウェル社、NECと関係が深く、その後はモトローラ、Debeka、フランステレコムなどと深い関係があった。
1991年にハネウェルのコンピュータ部門を獲得し、Zenith Data SystemsとPackard Bellも獲得した。
1982年、Bull は国有化され、フランスの他のコンピュータ企業と合併された。1994年、Bullは再び私企業化した。
Bullは公共、銀行、保険、通信、工業といった業種のシステムに強く、2005年時点で、Bullは100ヶ国以上で活動を行っていた。
最近の主な製品として、Itanium 2ベースサーバ NovaScale と、Power 5アーキテクチャサーバ Escalaがある。
Bullは汎用コンピュータクラスの製品ラインも持っており、多くの古くからの顧客を抱えていた。
さらにはブレードサーバのラインもあり、Linuxサポートをオプションとして行っていた。
2014年5月、アトスに買収され、統合された。

## こぼれ話
Bull（ブル）という企業名は、日本語ではブルドッグを連想させるが、英語では「雄牛」という意味であり、若干荒々しい印象を与える。ちなみにフランス語では「泡」を意味する。この名前の印象を払拭するため、英語圏ではマーケティング・キャンペーンが何度も行われた。